# Свит, Майкл
Майкл Свит (англ. Michael Sweet; полное имя — Майкл Харрисон Свит англ. Michael Harrison Sweet; 4 июля 1963) — американский музыкант, певец, писатель, продюсер, актёр. Больше всего известен как гитарист и вокалист христианской хэви-метал-группы Stryper.
Занимается сольным творчеством, был гитаристом и вокалистом рок-группы Boston (2008—2011).

## Карьера

### Stryper
В начале 80-х, Майкл и его брат Роберт создали группу под названием Roxx Regime. Первоначально группа состояла из троих человек, где Майкл был единственный гитарист, они выступали на небольших стадионах. Позже группа будет переименована в Stryper. Целью музыкантов было стать первой христианской метал-группой, достигшей серьёзного признания.
В группе Майкл не только пел и играл на гитаре, а также был композитором, сопродюсером и автором песен. Группа выпустила 5 успешных альбомов, но в связи с падением популярности глэм-метала распалась в 1993. Вновь собралась только в 2003 году.

## Дискография

### Сольно
- 1992: Unstryped (EP)
- 1994: Michael Sweet
- 1995: Real
- 1998: Truth (демо)
- 2000: Truth (студийный альбом)
- 2006: Him
- 2007: Touched
- 2014: I’m Not Your Suicide
- 2016: One Sided War

### Гостевое участие
- 1989: I 2 (EYE), Michael W. Smith (бэк-вокал)
- 1992: Free at Last, DC Talk (бэк-вокал)
- 2004: Welcome to the Revolution, Liberty N' Justice (вокал вместе из Blind Man’s Bluff)
- 2011: My Song, Christa Alberts[1]
- 2014: Onward to Freedom,[2] Tourniquet (вокал и основная гитара в заглавной композиции)
- 2015: Now or Never, The V (Вокал, гитара, автор «Again», «Love Should Be to Blame»)

### Другие работы
- 2015: Only to Rise (Свит & Линч)